# Dora Heldt: Ausgeliebt
Ausgeliebt ist eine deutsche Filmkomödie von Mark von Seydlitz aus dem Jahr 2013. Es handelt sich um die fünfte Verfilmung der Dora Heldt-Reihe. Die einzelnen Filme basieren auf den gleichnamigen Romanen der Autorin. Der Fernsehfilm wurde erstmals am 10. Februar 2013 im ZDF-Herzkino gezeigt.

## Handlung
An Christines 39. Geburtstag eröffnet ihr Ehemann Bernd nach über zehnjähriger Ehe, dass er sich „ausgeliebt“ habe, und sich von ihr trennen wolle. Christine zieht mit Notgepäck und Hund bei ihren Eltern ein. Vater Heinz hat wenig Verständnis und tut das ganze als kleine Krise ab. Gleichzeitig leidet Heinz unter dem Diätzwang, den ihm Ehefrau Charlotte verpasst hat. Christine nimmt das Angebot ihrer Freundin Doro, in ihre Wohngemeinschaft mit dem homosexuellen Anwalt Dennis in Hamburg einzuziehen, dankbar an. Bestürzt ist Christine über die zufällige Entdeckung, dass ihre beste Freundin Antje seit Jahren ein Verhältnis mit Bernd hat. Als sie die Bekanntschaft mit Dennis’ Kanzleikollegen Richard macht, verliebt sie sich in ihn. Langsam beginnt sie, selbstbewusster und ein neuer Mensch zu werden.
Die Entdeckung von versteckten Süßigkeiten und Würsten veranlassen Charlotte, ihren Mann zu verlassen. Ihr Einzug in die WG stößt durch ihren Putzfimmel bei ihren Mitbewohnern nicht nur auf Begeisterung. Dass Richard eine Ehefrau in Bremen hat, bringt Christine allerdings wieder jäh auf den Boden der Realität. Heinz’ Bemühungen um Versöhnung zwischen Tochter und Schwiegersohn scheinen Früchte zu tragen. Bernd glänzt durch Aufmerksamkeit, Versöhnungsbereitschaft und Zuvorkommenheit gegenüber Christine. Dies alles rührt daher, dass Antje Bernd rausgeschmissen hat, wie Christine von ihrem Patenkind Finja, Antjes ältester Tochter, erfährt. Jetzt wendet sich sogar Heinz von seinem Schwiegersohn ab. Schlussendlich versöhnen sich Heinz und Charlotte und Christine erfüllt sich ihren sehnlichsten Wunsch nach einer Kreuzfahrt.

## Hintergrund
Die Dreharbeiten fanden in der Hansestadt Hamburg, dem Ort der Handlung, statt.

## Rezeption

### Einschaltquoten
Die Erstausstrahlung am 10. Februar 2013 im ZDF wurde von 5,44 Millionen Zuschauern gesehen. Dies entspricht einem Marktanteil von 15,3 Prozent.

### Kritiken
Tilmann P. Gangloff zieht bei tittelbach.tv folgendes Urteil zu diesem Film: „Trotz schwacher Dramaturgie & Schwulen-Klischees ein relativ vergnüglicher (vorgestriger) Zeitvertreib für den geneigten Zuschauer dank Hamels Spielfreude. Das mit Abstand Beste an diesem Film sind die Songs des Soundtracks!“
Bei Kino.de werteten die Kritiker: „Nach den durchaus erfolgreichen Ausstrahlungen der Dora-Heldt-Adaptionen ‚Urlaub mit Papa‘, ‚Tante Inge haut ab‘ und ‚Kein Wort zu Papa‘ wurden im Herbst 2012 mit ‚Bei Hitze ist es wenigstens nicht kalt‘ und ‚Ausgeliebt‘ zwei weitere Romane der Bestseller-Autorin verfilmt. Mark von Seydlitz’ TV-Komödie ‚Ausgeliebt‘ […] wurde jedoch als vorhersehbar, altbacken und nur sehr bedingt witzig kritisiert – vorausgesetzt man kann sich nicht über einen dauerfurzenden Hund und Schwulen-Klischees ausschütten.“
Kristin Lenk, Kritikerin bei rtv.de meinte nur: „Peinliche Gags, schlecht gespielt“
Auch TV Spielfilm gibt die schlecht möglichste Wertung (Daumen nach unten) und schrieb: „‚Ausgeliebt‘ war der Debütroman der Bestsellerautorin Dora Heldt. Ihre Mutmacherbücher sprechen meist Frauen jenseits der vierzig an. Diese ZDF-Verfilmung bedient ihr Publikum mit braver Optik, teils überraschend plattem Humor und Figuren aus dem Klischeeschränkchen. Weniger Risiko, mehr Quote, so lautet die Rechnung. Fazit: Wellnessfernsehen, seicht bis nervig.“